# Vårfrukyrka landskommun
Vårfrukyrka landskommun var en tidigare kommun i Uppsala län.

## Administrativ historik
Kommunen inrättades i Vårfrukyrka socken i Åsunda och Trögds härad i Uppland när 1862 års kommunalförordningar trädde i kraft 1863.
Vid kommunreformen 1952 upplöstes den och en del uppgick i Enköpings stad och resten i Åsunda landskommun. Båda dessa delar uppgick 1971 i Enköpings kommun. 

## Politik

### Mandatfördelning i Vårfrukyrka landskommun 1938-1946
| 5 | 3 | 5 | 2 |

| 15 |

| 7 | 8 |

| 15 |

| 6 | 9 |

| 15 |